# Johannes Gobertus Meran
Johannes Gobertus Meran (* 15. Oktober 1961 in Salzburg) ist ein römisch-katholischer Theologe und  Chefarzt für Innere Medizin am Krankenhaus der Barmherzigen Brüder Wien.

## Leben
Er besuchte die Volksschule Bad Gastein (1968–1972) und das Akademische Gymnasium Salzburg 1972–1980, wo mit Auszeichnung die Matura am 13. Juni 1980 erwarb. Den Wehrdienst (1980–1982) leistete er in der Sportkompanie der Heeressportschule (Fechten). Anschließend studierte er Medizin und Philosophie an den Universitäten Wien, Graz und Innsbruck, wo er am 24. Januar 1987 zum Doktor der gesamten Heilkunde (Dr. med. univ.) promoviert wurde. Seit 1994 ist er Facharzt für Innere Medizin. Den Master of Arts (Medical Law & Ethics) erwarb in London 1995. In Hannover wurde am 15. Januar 1997 im Fach Innere Medizin mit der Habilitationsschrift Lebensqualität in der ärztlichen Entscheidung habilitiert. Seit Sommersemester 2000 lehrt er als Professor für Pastoralmedizin an der Hochschule Heiligenkreuz. Außerplanmäßiger Professor für Innere Medizin der Medizinischen Hochschule Hannover ist er seit Juli 2002, Gastprofessor der Medizinischen Universität Wien seit Oktober 2005.

## Schriften (Auswahl)
- als Herausgeber: Möglichkeiten einer standardisierten Patientenverfügung. Gutachten im Auftrag des Bundesministeriums für Gesundheit (= Ethik in der Praxis. Materialien. Band 6). Lit, Münster/Hamburg/London 2002, ISBN 3-8258-6214-3.